# Neochordodes uniareolatus
Neochordodes uniareolatus är en tagelmaskart som beskrevs av Carvalho 1946. Neochordodes uniareolatus ingår i släktet Neochordodes och familjen Chordodidae. Inga underarter finns listade i Catalogue of Life.